# Виноградова, Жанна Владимировна
Жанна Владимировна Виноградова (18 августа 1946 года, Хмельницкий, СССР — 15 апреля 2013 года, Ростов-на-Дону, Россия) — советский и российский режиссёр, заслуженный деятель искусств Российской Федерации (1997). Народная артистка Российской Федерации (2007).

## Биография
Родилась 18 августа 1946 года в городе Хмельницкий в семье военнослужащего. Окончила Ленинградский государственный институт культуры имени Н. К. Крупской и театральное училище им. Щукина.
С 1968 по 1977 год работала методистом Дома народного творчества, руководила народными театральными коллективами ДК Станкозавода, завода «Красное Знамя», ДК Нефтяников.
С 1977 по 1987 год работала режиссёром разных театров страны, одновременно закончила режиссёрский факультет Высшего театрального училища имени Б. В. Щукина.
С 1987 по 1989 год стажировалась в театре им. В.Маяковского под руководством народного артиста СССР, Лауреата Государственной премии, профессора А. А. Гончарова, а затем работала режиссёром-постановщиком этого театра.
В 1992 году Жанна Владимировна вернулась в Рязанский театр драмы. С 1994 по 2012 была художественным руководителем театра.
Лауреат Премии Центрального федерального округа в области литературы и искусства в номинации «За достижения в области театрального искусства» (2008 г.).
С 2009 года являлась членом Общественной палаты Рязанской области.
Почётный гражданин города Рязань.
Скончалась 15 апреля 2013 года в Ростове-на-Дону, куда уехала в марте ставить «Маскарад» Лермонтова в Ростовском академическом театре драмы им. Горького. Похоронена на Скорбященском кладбище Рязани.